# Châtillon-sur-Colmont
Châtillon-sur-Colmont è un comune francese di 1 067 abitanti situato nel dipartimento della Mayenne nella regione dei Paesi della Loira.

## Società

### Evoluzione demografica
Abitanti censiti